# Muzej Viktorije i Alberta
Muzej Viktorije i Alberta (engl. Victoria and Albert Museum, često zvan samo po skraćeni V&A) u Londonu je najveći muzej primenjene umetnosti i dizajna na svetu. On poseduje stalnu zbirku od više od 4,5 miliona izložaka. Utemeljen je 1852. i nazvan je po britanskom kraljevskom paru, princu Albertu i kraljici Viktoriji. Nalazi se u južnom Kensingtonu, muzejskom delu Londona, popularno prozvanim Albertopolis, jer se u njegovoj blizini nalaze i druge značajne kulturne institucije, pa i dva velika muzeja: Prirodnjački muzej i Muzej nauke (Science Museum).
V&A se danas prostire se na površini od 2,2 km² i u kompleksu svojih zgrada i aneksa ima 145 galerija. Muzejske kolekcije imaju raspon od 5.000 godina, od početka civilizacije do najnovijih dana, iz svih grana umetnosti, i sa svih kontinenata. Muzej ima zbirke keramike, stakla, tekstila, odeće, srebra, metala, nakita, nameštaja, srednjevekovnih predmeta, skulptura, slika starih majstora, grafika starih majstora, crteža i fotografija, i po mnogo čemu je najveći i neuporediv sa bilo kojim muzejem na svetu.
V&A upravlja s još pet drugih muzeja, a to su:
- Velingtonov muzej
- Osterli haus
- Ham haus
- Pozorišni muzej Kovent Garden
- Muzej detinjstva Betnal Grin

U skladu sa najnovijim trendom u svetu kulture, od 2001. se ne naplaćuje ulaz u muzej (kao ni u ostale britanske muzeje). Posetilo ga je 3,2 miliona posetilaca samo 2013. godine. Od 2001. godine, muzej je započeo veliki program renoviranja vredan 150 miliona funti. Nove evropske galerije iz 17. i 18. veka otvorene su 9. decembra 2015. One su restaurirale originalne Aston Veb enterijere i ugostile evropske kolekcije iz 1600–1815. Young V&A u istočnom Londonu je ogranak muzeja, a u planu je i nova filijala u Londonu – V&A Ist. Prvi V&A muzej van Londona, V&A Dandi, otvoren je 15. septembra 2018.

## Istorija
Muzej je započeo kao zbirka gipsanih odlivaka, gravura i nekoliko izložaka sa prve svetske izložbe 1851. u Londonu. Zajedno sa umetničkim zaštitnikom, Henrijom Koleom, princ Albert, suprug kraljice Viktorije, zamislio je koncept muzeja koji bi trebalo da izlaže „primenu umetnosti u zanastvu” kao model britanske kulture. Kole, prvi direktor, utemeljio je muzej sa fokusom na dizajn i zanatstvo, pre nego na komercijalnom kontekstu. Ta je filozofija i danas prisutna. Skromni muzej, s velikim idejama, najpre je bio smešten u nekoliko drvenih koliba, a zatim u takozvanim „Bromptonskim bojlerima”. Brzo je rastao i prikupljeni su ogledni predmeti za studente, te su primljene brojne donacije, poput onih britanskog slikara Džona Šipšanksa, zbirke Bandinel s porculanom i keramikom, te zbirka Gerardini s modelima i skulpturama. Nekoliko je soba izgrađeno za njihov smeštaj, kao i središnji četverougaoni dvor i dvorište, a galerije Astona Veba su nadodane od 1899. do 1909. na prednjem delu. Ipak, cela su se odelenja morala kasnije preseliti kako bi se otvorile grane muzeja V&A ili nezavisnih muzeja negdje drugdje, kao što su: Muzej Nauke, Muzej detinjstva Betnal Grin i Muzej pozorišta.
U 20. veku, muzej se proširio u susedno Henri Kol krilo. Prvi je plan bilo novo uzbudljivo krilo The Spiral koju je dizajnirao Daniel Libeskind, mada je nova zgrada u javnosti izazvala kontroverzu, jer nije dovoljno integrisana u istorijski građevinski kompleks. Ogromni troškovi izgradnje od 70 milijuna funti, koji bi u velikoj meri trebalo da se osiguraju iz državne lutrije, takođe su bili izvor nesloge. Ipak, pripreme za gradnju započele su 2001. godine, ali se 2004. ispostavilo kako Heritidž Luter fond želi iskoristiti očekivana sredstva drugde. Budući da muzejska uprava nije videla način pokrivanja troškova gradnje vlastitim naporima, projekat je napokon napušten. Godine 2011. godini uprava je od arhitektonskog ureda Amande Levet, AL_A, naručila plan novog ulaznog prostora muzeja. 
Od 1. septembra 2011. do jeseni 2016. vodio ga je nemački kulturni istoričar Martin Rot. U januaru 2017, britanski političar iz Laburističke stranke, promovisao je istoričara i novinara Tristrama Hunta koji je imenovan za njegova naslednika, a koji je stupio na dužnost 20. februara 2017. godine.
Marku V&A koristiće će V&A Dundee koji se gradi u škotskom gradu Dandiju, a čijih 76 milijuna £ troškova izgradnje (što ga čini najskupljim galerijskim projektom u Britaniji) financira Univerzitet Dandi, Univerzitet Abertaj, Gradsko veće Dandija i Škotska vlada.
Izložba koju je muzej organizovao povodom obeležavanja stogodišnjice preimenovanja iz 1899. godine, Veliki dizajn, prvi put je gostovala u Severnoj Americi 1997. godine (Muzej umetnosti Baltimora, Muzej umetnosti Boston, Kraljevski muzej Ontarija, Toronto, Muzej umetnosti Hjuston i Muzeji umetnosti u San Francisku), vraćajući se u London 1999. Da bi pratio i podržao izložbu, muzej je objavio knjigu Veliki dizajn, koju je stavio na raspolaganje za čitanje onlajn na svojoj veb stranici.

## Zbirke
Izložbeni predmeti muzeja V&A kreću se od ranohrišćanskih predmeta do Dok-Marten čizama, te od slika Džona Konstata do mistične umetnosti iz jugoistočne Azije. Osim toga, muzej V&A impresionira svojim zbirkama skulptura, akvarela, nakita i muzičkih instrumenata.
V&A ima najveću zbirku skulptura neoklasicizma na svetu, kao i najveću kolekciju artikala italijanske renesanse izvan Italije. Njegova dalekoistočna kolekcija (Južna Azija, Kina, Japan, Koreja je najbolja u Evropi, a zbirka islamske umetnosti ide u rang onoj iz pariskog Luvra i Metropolitan muzeja umetnosti iz Njujorka.
Najslavnija dela koja muzej poseduje, dela su umetnika kao što su: Vilijam Blejk, Sandro Botičeli, Džon Konstable, Rafael, Vilijam Tarner, Diego Velazkuez, i mnogih drugih.
Jedan od najatraktivnijih delova muzeja je „dvorište oklivaka” koje se sastoji od dve velike sobe dvospratnice koje sadrže stotine gipsanih odlivaka skulptura, frizova i grobnica. U jednoj dvorani dominira izvorna replika Trajanovog stuba, koji je prikazan u dva dela. Na drugoj strani su replike raznih dela italijanske renesanse, uključujući Mikelanđelovog Davida, ali i istog lika kojeg su ranije stvorili Donatelo i Veročio. Među zanimljivostima su i „Veliki verski krevet”, kao i automat „Tipuov tigar”.
V&A takođe poseduje Nacionalnu zbirku kiparstva s Berninijevom fontanom „Neptun i Triton”, kao i „Tri Harite” Antonija kanove. U muzeju se nalazi i deo najstarijeg sačuvanog persijskog tepiha na svetu, koji pripada Ardabilskom stilu.

## Galerija
- Oltarna galerija muzeja
- Džon Madejski vrt koji je otvoren 2005.
- Portlandska vaza, rimsko kameo staklo iz 5.-25. god.
- Buda Maitreja iz Gandare, Pakistan, oko 2.-4. st.
- Becket relikvijar, emajl iz Limogesa, oko 1180.
- Iluminirani rukopis iz oko 1480.-'90.
- Dvorana odljeva muzeja V&A
- Odljevi Michelangelovih skulptura u sobi 46b
- Tzv. „Vidljivo skladište” porculana
- Vitraj s Raspelom, Njemačka, oko 1540.–'42.
- Majolika s prizorom Kristova rođenja iz Urbina, oko 1546.
- Šah Džahanova vinska čaša od porculana
- Keramički kamin iz Istanbula, oko 1731.
- Botticellijev Portret dame (Smeralda Brandini), 1470.-1475.
- Rafaelova tapiserija Čudesni ribolov iz oko 1515.
- Michelangelova skica za Stvaranje Adama iz 1511.
- Tintorettov Autoportret iz 1548.
- Giambologna, Samson ubija Filistejca, 1562.
- Berninijeva fontana „Neptun i Triton”
- Rembrandt, Odlazak Šunamitskih žena, 1640.
- François Boucher, Madame de Pompadour, 1758.
- Luis-Francois Roubiliac, George Frideric Handel
- Antonio Canova, Tri Gracije, 1814.-'17.
- John Constable, Katedrala u Salisburyju s biskupskog posjeda, 1823.
- William Turner, Venecija s Giudecca, 1840.
- „Veliki verski krevet”, jedan od najvećih na svijetu

## Literatura
- Banham, Mary; Hillier, Bevis, ур. (1976). A Tonic to the Nation: The Festival of Britain 1951.
- Physick, John (1982). The Victoria and Albert Museum: The History of Its Building. ISBN 978-0-7148-8001-3. OCLC 230893308.
- Sheppard, F.H.W., ур. (1975). Survey of London XXXVIII: The Museums Area of South Kensington and Westminster.

## Spoljašnje veze
- Званични веб-сајт